# تاينا لورنس
تانيا لورنس (بالإنجليزية: Tayna Lawrence)‏ هي عدائة مسافات قصيرة جمايكية ولدت في يوم 17 سبتمبر 1975 في مدينة سبانيش تاون في جمايكا، أبرز إنجازاتها هو فوزها بالميدالية الذهبية في دورة الألعاب الأولمبية الصيفية 2004 في مدينة أثينا في سباق 4×100 متر مع الفريق الجمايكي، كما حققت الميدالية الفضية في سباق 100 في دورة الألعاب الأولمبية الصيفية 2000 في سيدني بالإضافة لتحقيقها الميدالية الفضية في سباق 4×100 متر تتابع مع الفريق الجمايكي، أفضل رقم شخصي 10.93 ثانية في ال100 وألذي سجلته في أغسطس 2002، وأفضل رقم لها في ال200 هو 22.84 ثانية وألذي سجلته في مايو 2000.

## روابط خارجية
- تاينا لورنس على موقع الاتحاد الدولي لألعاب القوى (الإنجليزية)
- تاينا لورنس على موقع اللجنة الأولمبية الدولية (الإنجليزية)
- تاينا لورنس على موقع أوليمبيديا (الإنجليزية)